# Brad Guzan
Bradley Edwin „Brad“ Guzan (* 9. September 1984 in Evergreen Park, Illinois) ist ein US-amerikanischer Fußball-Torwart und Nationalspieler polnischer Abstammung.

## Spielerkarriere

### Jugend
Guzan spielte zwei Jahre lang für die Collegemannschaft der University of South Carolina in Columbia. Er spielte auch für die Reserve-Mannschaft von Chicago Fire in der USL Premier Development League.

### CD Chivas USA
2004 gab er sein Collegestudium auf, unterschrieb einen Vertrag mit der Major League Soccer und wurde 2005 von C.D. Chivas USA gedraftet. Er war fortan einer der wenigen im Team, die keinen hispanischen Hintergrund hatten. Bereits in seinem ersten Jahr wurde er Stammtorwart des Vereins. Am Ende der Saison 2007 wurde er zum Torhüter des Jahres ernannt.

### Aston Villa
Am 11. Juli 2008 verständigte sich der englische Erstligist Aston Villa mit der MLS und dem Verein C.D. Chivas USA über einen Transfer Guzans. Der Wechsel war am 1. August 2008 perfekt, nachdem das britische Home Office die notwendige Arbeitserlaubnis erteilt hatte.
Guzan machte sein erstes Spiel für Aston Villa im September 2008. Er stand im League-Cup-Spiel gegen die Queens Park Rangers zwischen den Pfosten. Sein internationales Debüt gab er am 6. November 2008 gegen Slavia Prag. Am 22. März 2009 stand er zum ersten Mal bei einem Premier-League-Spiel auf den Platz, nachdem Stammtorhüter und Landsmann Brad Friedel im Spiel eine Rote Karte bekommen hatte.
Zum Jahreswechsel 2010/11 verlieh ihn Aston Villa an den Zweitligisten Hull City. Dort absolvierte er bis zum Saisonende 16 Ligaspiele, bevor er zu Aston Villa zurückkehrte. Dort vertrat er den verletzen Shay Given am 3. Dezember 2011 gegen Manchester United (0:1) und im folgenden Monat blieb er vorerst die „Nummer 1“. Zum Ende der 2011/12 erhielt Guzan zunächst keinen neuen Vertrag, aber im Verlauf der weiteren Planung wurde sein Kontrakt schließlich doch verlängert. Während der Spielzeiten 2012/13 (36 Ligaspieleinsätze) und 2013/14 (38 Ligaspieleinsätze) war er Stammtorhüter seines Klubs. Im Juli 2013 unterzeichnete er einen neuen Vierjahresvertrag.
Auch in den nachfolgenden Saisons 2014/15 (34 Ligaspiele) und 2015/16 (28 Ligaspiele) war er die „Nummer 1“ im Tor Aston Villas.

## Nationalmannschaft
Brad Guzan spielte für die U-18-Nationalmannschaft der USA. 2008 nahm Guzan mit der US-amerikanischen Olympiaauswahl als einer der drei erlaubten über 23-Jährigen am olympischen Fußballturnier in China teil und stand in allen drei Partien auf dem Platz. Die Olympiaauswahl der USA schied in der Vorrunde aus dem Turnier.
Am 19. Februar 2006 spielte er gegen Guatemala zum ersten Mal für die A-Nationalmannschaft der Vereinigten Staaten. Beim Confed-Cup 2009 kam Guzan im Gruppenspiel gegen Ägypten zum Einsatz. Mit der Nationalmannschaft kam er bis ins Finale des Wettbewerbs. Er gehörte auch dem US-amerikanischen Kader bei der Weltmeisterschaft 2010 in Südafrika an, wurde aber nicht eingesetzt.
Seit 2015 kommt Guzan regelmäßig als Torhüter für die A-Nationalmannschaft der USA zum Einsatz. So spielte er in allen sechs Spielen während des Gold Cups 2015 und wurde auch für den Kader der USA während der Copa América Centenario 2016 von Trainer Jürgen Klinsmann nominiert.

## Erfolge
- mit den USA
  - 1 × Confed-Cup-Finalist: 2009
- mit Atlanta United
  - MLS-Cup-Sieger: 2018
  - U.S.-Open-Cup-Sieger: 2019